# Torben Grael
Torben Schmidt Grael (født 22. juli 1960 i São Paulo) er en brasiliansk sejlsportsmand, med danske rødder. Grael er internationalt kendt for sine store sejlsportsbedrifter. Han har vundet fem OL-medaljer (fire i Starbåds klassen). Han har vundet Jorden-rundt kapsejladsen Volvo Ocean Race som skipper i 2008-09
i båden Ericsson 4 og deltaget i adskillige America's Cup sejladser, herunder som taktiker på den vindende båd Luna Rossa Challenge i 2007. Grael har desuden vundet medaljer (heraf 9 af guld) ved adskillige verdensmesterskaber i forskellige bådklasser.
I 2009 blev Torben Grael kåret til årets mandlige sejler af World Sailing (tidligere ISAF).
Han lærte at sejle af hans bedstefar i den danske båd Aileen, der vandt OL-sølv i 1912. Familien flyttede til Niterói i nærheden af Rio de Janeiro, hvor han sejlede med sin bror Lars Grael, der også er OL-medaljevinder. Det kan Torbens datter, Martine Grael, også skrive på CV-et.